# Olympische Winterspiele 1972/Teilnehmer (Philippinen)
| Gelbes Symbol für Goldmedaillen mit stilisierten Olympischen Ringen | Graues Symbol für Silbermedaillen mit stilisierten Olympischen Ringen | Braundes Symbol für Bronzemedaillen mit stilisierten Olympischen Ringen |
| ------------------------------------------------------------------- | --------------------------------------------------------------------- | ----------------------------------------------------------------------- |
| —                                                                   | —                                                                     | —                                                                       |

Die Philippinen nahmen an den Olympischen Winterspielen 1972 im japanischen Sapporo mit zwei Athleten teil.
Es war die erste Teilnahme der Philippinen an Olympischen Winterspielen.

## Ski Alpin
Herren
- Juan Cipriano
Riesenslalom: DNF
Slalom: DNF

- Ben Nanasca
Riesenslalom: 42. Platz
Slalom: DNF